# Wümme-Radweg
Der Wümme-Radweg ist ein Radfernweg in Niedersachsen und Bremen, der Bremen mit der Lüneburger Heide verbindet und dabei grob dem Fluss Wümme folgt. Er besteht aus zwei Strängen auf einer Nord- und einer Südroute, die beliebig kombiniert werden können. Beide Routen, die Nord- und die Südroute, beginnen im Heideort Wilsede. Westlich von Lilienthal verläuft die Südroute auf den Deichen der Flüsse Wümme und Lesum, die Nordroute bis zur Wümmemündung direkt hinter dem Deich. Östlich von Lilienthal haben beide Routen überwiegend großen Abstand zum Fluss. Durch verschiedene Mittelstreifen kann man auch zwischen Nord- und Südroute wechseln.
Der Weg ist markiert durch ein blaues „W“ mit dem Namenszug „Wümme-Radweg“.

## Nordroute
Die Nordroute ist 127 km lang und führt nördlich der Wümme durch die Orte Undeloh, Handeloh, Otter, Lauenbrück, Scheeßel, Rotenburg, Sottrum, Ottersberg, Fischerhude, Lilienthal und Ritterhude und endet in Bremen-Vegesack.

## Südroute
Die Südroute ist 137 km lang und führt südlich der Wümme durch Schneverdingen, Fintel, Scheeßel, Rotenburg, Ahausen, Hellwege, Bassen, Oyten, Bremen-Oberneuland, Bremen-Borgfeld und Bremen-Burg.